# Es-Dur
Es-Dur ist eine Tonart des Tongeschlechts Dur, die auf dem Grundton es aufbaut. Die Tonart Es-Dur wird in der Notenschrift mit drei ♭ geschrieben (b, es, as). Auch die entsprechende Tonleiter und der Grundakkord dieser Tonart (die Tonika es-g-b) werden mit dem Begriff Es-Dur bezeichnet.
Es-Dur wird häufig als warm und weniger hell als die Dur-Tonarten mit Kreuzvorzeichen empfunden, vergleiche hierzu allerdings den Artikel Tonartencharakter.
Viele Stücke für Bläser stehen in Es-Dur, da Instrumentalisten mit Blechblasinstrumenten in B, Klarinetten in B und Hörnern in F dann mit weniger Vorzeichen spielen müssen.

## Einordnung der Tonart
| Vorzeichen: | 7♭ +fes | 6♭ +ces | 5♭ +ges | 4♭ +des | 3♭ +as | 2♭ +es | 1♭ +b |   | 1♯ +fis | 2♯ +cis | 3♯ +gis | 4♯ +dis | 5♯ +ais | 6♯ +eis | 7♯ +his |
| Dur:        | Ces     | Ges     | Des     | As      | Es     | B      | F     | C | G       | D       | A       | E       | H       | Fis     | Cis     |
| Moll:       | as      | es      | b       | f       | c      | g      | d     | a | e       | h       | fis     | cis     | gis     | dis     | ais     |